# ミカエル・フォルセル
ミカエル・カイ・フォルセル（Mikael Kaj Forssell, 1981年3月15日 - ）は、ドイツ・シュタインフルト出身で元フィンランド代表のサッカー選手。ポジションはフォワード。

## 経歴
フィンランド代表としては、1999年6月9日にモルドバ戦でデビュー。2001年2月28日のルクセンブルク戦で初ゴールを決めた。また2001年に開催された2001 FIFAワールドユース選手権にも出場した。

## エピソード
猫アレルギー持ちであり、練習に行く際に車の横に猫がいたために乗車できず、遅刻したことがある。